# Antimetrische figuur
In de muziektheorie is een antimetrische figuur een notengroep die afwijkt van de natuurlijke of gangbare onderverdeling van een bepaalde maat of notenwaarde. De meest gebruikte antimetrische figuur is de triool, de verdeling van een tweedelige notenwaarde in drie delen.
Antimetrische figuren worden aangeduid door middel van een getal boven de notengroep, die aangeeft in hoeveel de maat of notenwaarde is verdeeld.
De notenwaarden van de antimetrische figuren kunnen op hun beurt nog verder worden onderverdeeld of worden samengetrokken. Ook rusttekens kunnen voorkomen en er kunnen nieuwe antimetrische verdelingen plaatsvinden. Hieronder staan een aantal mogelijke variaties van een triool:

## Lijst van antimetrische figuren
| Naam     | Afbeelding |
| -------- | ---------- |
| Duool    |            |
| Triool   |            |
| Kwartool |            |
| Kwintool |            |
| Sextool  |            |
| Septool  |            |
| Octool   |            |
De reeks kan worden verdergezet: novemool, decimool, undecimool, duodecimool, ...

## Duool
De duool is een antimetrische figuur in een driedelige maat, waarbij de nootduur van drie noten in twee gelijke delen wordt verdeeld (bijv in 6/8).

## Triool
De triool is een antimetrische figuur in een tweedelige maat, waarbij de nootduur van twee noten in drie gelijke delen wordt verdeeld (bijv in 2/4).